# 海因里希
海因里希（德語：Heinrich, Гейнрих）可指：

## 人物
- 普魯士的海因里希 (1862-1929)（Albert Wilhelm Heinrich；1862年－1929年），德意志帝國的王子和海軍上將。
- 哥特哈德·海因里希（Gotthard Heinrich，1886年－1971年），二戰期間的德國军官。
- 亚历山大·海因里希（俄語：Александр Рудольфович Гейнрих，烏茲別克語：Alexander Rudolfovich Geynrikh，德語：Alexander Heinrich，1984年－），烏茲別克斯坦足球運動員。
- 馬丁·海因里希（英語：Martin Trevor Heinrich ；1971年－），美國民主黨政治家。